# Arachis glandulifera
Arachis glandulifera là một loài thực vật có hoa trong họ Đậu. Loài này được Stalker miêu tả khoa học đầu tiên.